# آبکله سر بزرگ
روستای آبکله سر بزرگ یکی از روستاهای شهرستان تنکابن از توابع استان مازندران در شمال ایران است.این روستا در بخش جنوبی کمربندی اصلی شهرستان مذکور واقع شده‌است و دسترسی سریع و نزدیک به مرکز شهر و خرم آباد و دریا دارد،  این مکان از شمال با منطقه سنگسرک همجوار است و در حاشیه جنوبی خود به بخش خرم‌آباد (تنکابن) متصل می گردد. در جوار شرقی و غربی این روستا نیز، روستاهای آبکه سر کوچک(حاجی محله)، پلهمدشت، لشکرک، گیل محله و اکبر آباد قرار دارند.

## شغل
شغل و حرفه اصلی مردم روستا از دیرباز باغداری، زراعت  بوده که به دلیل مهاجرت‌های جمعیتی مردم روستا به سمت شهرها،تنها در بخش‌هایی از روستا،کشاورزی همچنان ادامه دارد.در این بین محصول عمده تولیدی توسط کشاورزان کیوی و برنج است که در اقلام هاشمی،طارم،دیلمانی،مسلم بج و ...کشت می‌شود.باغ‌های روستا نیز عموماً از محصولاتی همچون انواع مرکبات،کیوی و خرمالو مشحون است.